# Pietrafitta
Pietrafitta – miejscowość i gmina we Włoszech, w regionie Kalabria, w prowincji Cosenza.
Według danych na rok 2004 gminę zamieszkiwało 1479 osób, 164,3 os./km².